# Rok Harrachů

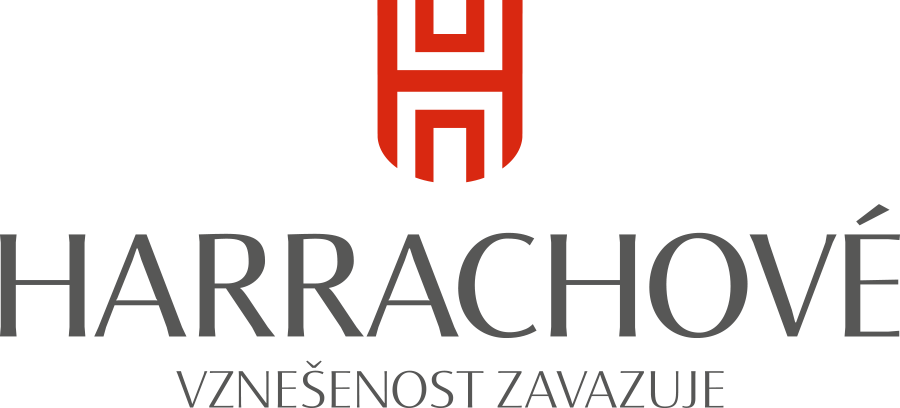
Logo Roku Harrachů

Rok Harrachů (s podtitulem Vznešenost zavazuje) je téma roku 2023 pro projekt Národního památkového ústavu Po stopách šlechtických rodů. Projekt si roku 2023 kladl za cíl přiblížit rakousko-český rod Harrachů, jak v českých zemích, tak se vzpomínky na rod ujala i česká komunita ve Vídni. NPÚ připomíná rod zejména přes objekty, které přímo spravuje, konkrétně s Harrachy jsou spojeny zámek Hrádek u Nechanic v severovýchodních Čechách a zámek Janovice u Rýmařova na severní Moravě.
Krom jiných institucí též NPÚ spolupracuje se správcem zámku Jilemnice, Krkonošským muzeem a dlouholetým propagátorem rodu Janem Luštincem. Do projektu se přihlásily i spolky sdružujících Čechy ve Vídni, jejichž podporou se v 19. století rod notně zabýval.

## Logo a motto

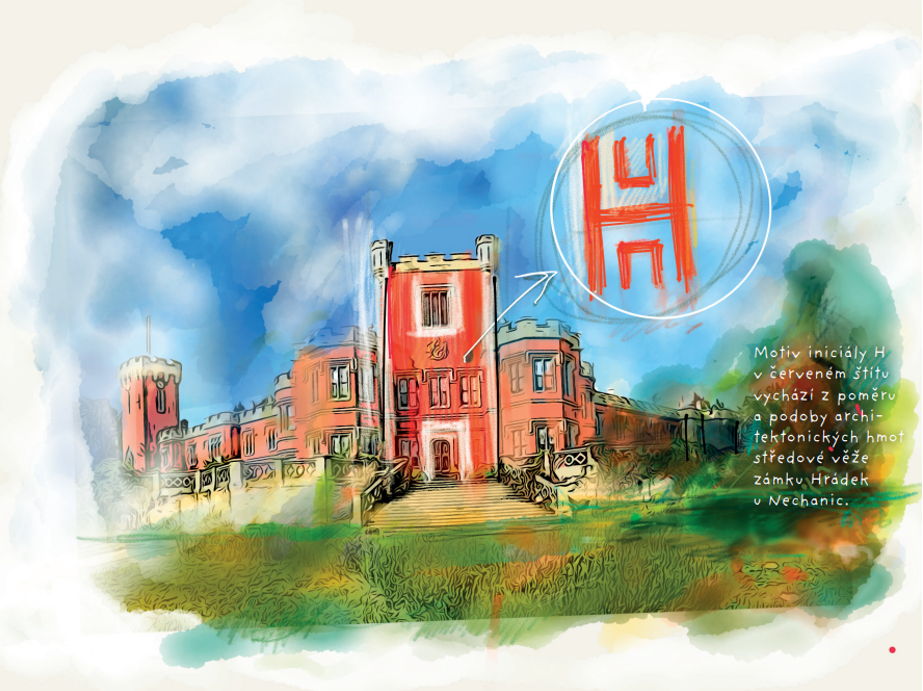
Návrh grafika Jáchyma Šerých na logo projektu začleňující věž Kardinálka

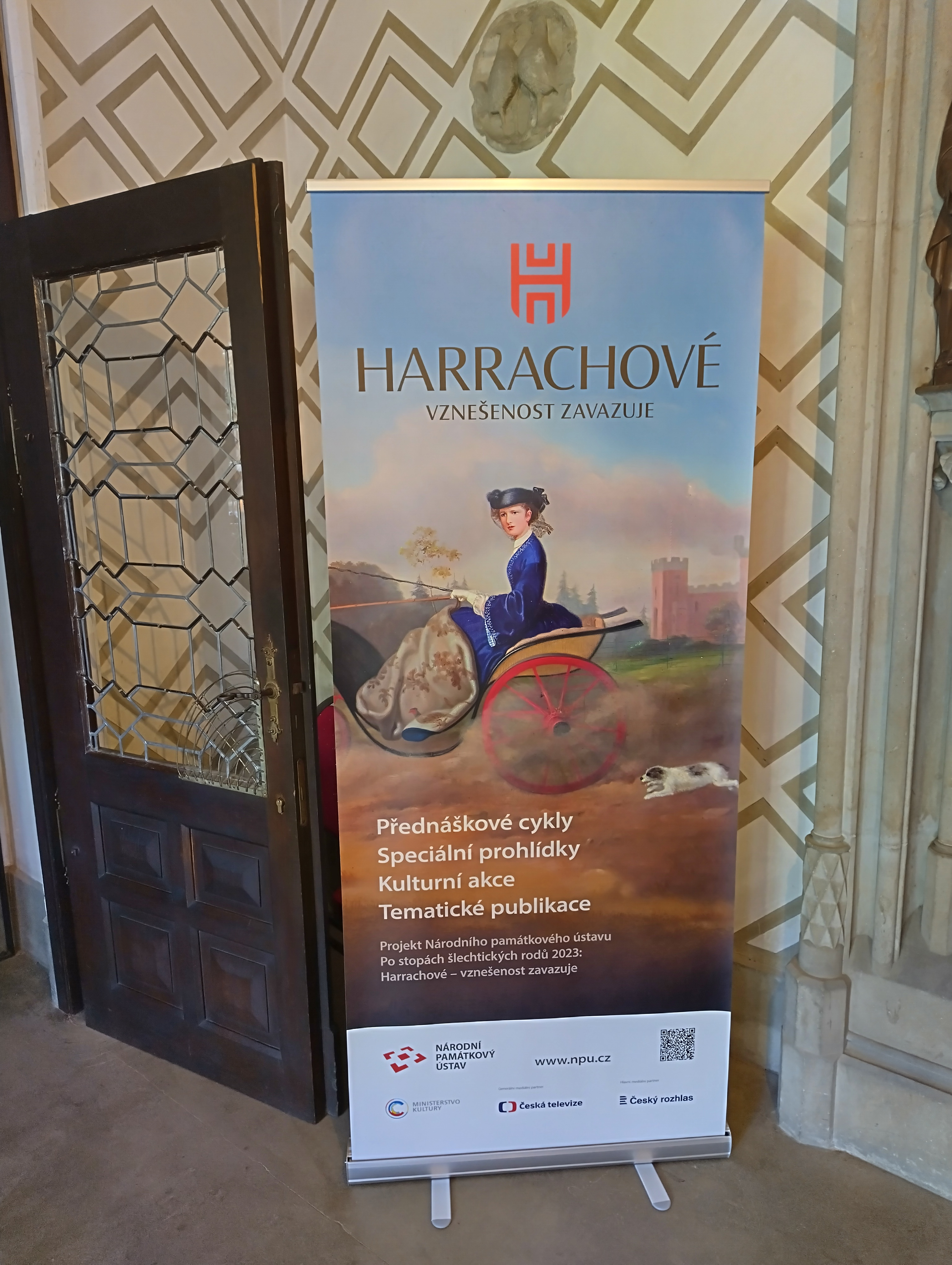
Rollup se symbolikou projektu Rok Harrachů

Logo projektu, které se skládá z červené linky, se inspirovalo ve šlechtické heraldice, jednak složení linek evokuje štít a užívá barvu štítového pole harrachovského rodového erbu (červenou), kombinace červených linií zároveň připomíná velké písmeno „H“, které zase v rodové symbolice hraje důležitou roli. Symbolické složení linií také odkazuje na rodové sídlo, konkrétně na stavební prvek zámku Hrádek u Nechanic, na věž Kardinálku.
Celým rokem 2023 provázela dáma (zřejmě manželka stavebníka Hrádku, Anna z Lobkowicz) jedoucí v otevřeném kočáře, v pozadí se stylizovaným Hrádkem u Nechanic, tedy téma převzaté z obrazu, který namaloval Louis Grünler zřejmě v době dokončování novostavby Hrádku (50. letech 19. století) a který je k vidění v ložnici hraběnky na Hrádku u Nechanic.
Motto roku bylo zvoleno „Vznešenost zavazuje“ (noblesse oblige), což je obecná zásada, kterou svými slovy „Bylo mi víc dáno, musím víc odevzdat.“ připomínal Jan Harrach.

## Realizované výstupy

### Stavební obnovy a restaurování
Projekt alokuje nemalou část prostředků do stavební obnovy a restaurování majetku, který má NPÚ v přímé správě. V rámci Roku Harrachů se podařilo investovat především do obnovy několika místností v prvním patře zámku Hrádek u Nechanic, výsledek obnovy včetně nově nainstalovaného mobiliáře byl prezentován poprvé na tzv. Hradozámecké noci 26. srpna 2023. Nejrozsáhleji se dotkla obnova tzv. půlkruhové ložnice, která po zatečení byla desítky let uzavřena a přišla prakticky o veškeré dřevěné vybavení – tam byl navrácen původní dřevěný řezbářsky pojatý portál, část nevratně zničených dřevěných prvků vytvořena v kopii, ve výsledné instalaci pak vybavena jako opět ložnice. Po zrušení orientálního salonu (vybaveného svozovou orientální sbírkou) došlo k obnovení dekorativní nástěnné malby a nově zde byla připomenuta lovecká tradice a poslední majitelé zámku. U ostatních místností se jednalo zejména o restaurování dobových textilních tapet, které do obnovy byly překryty novodobými. 

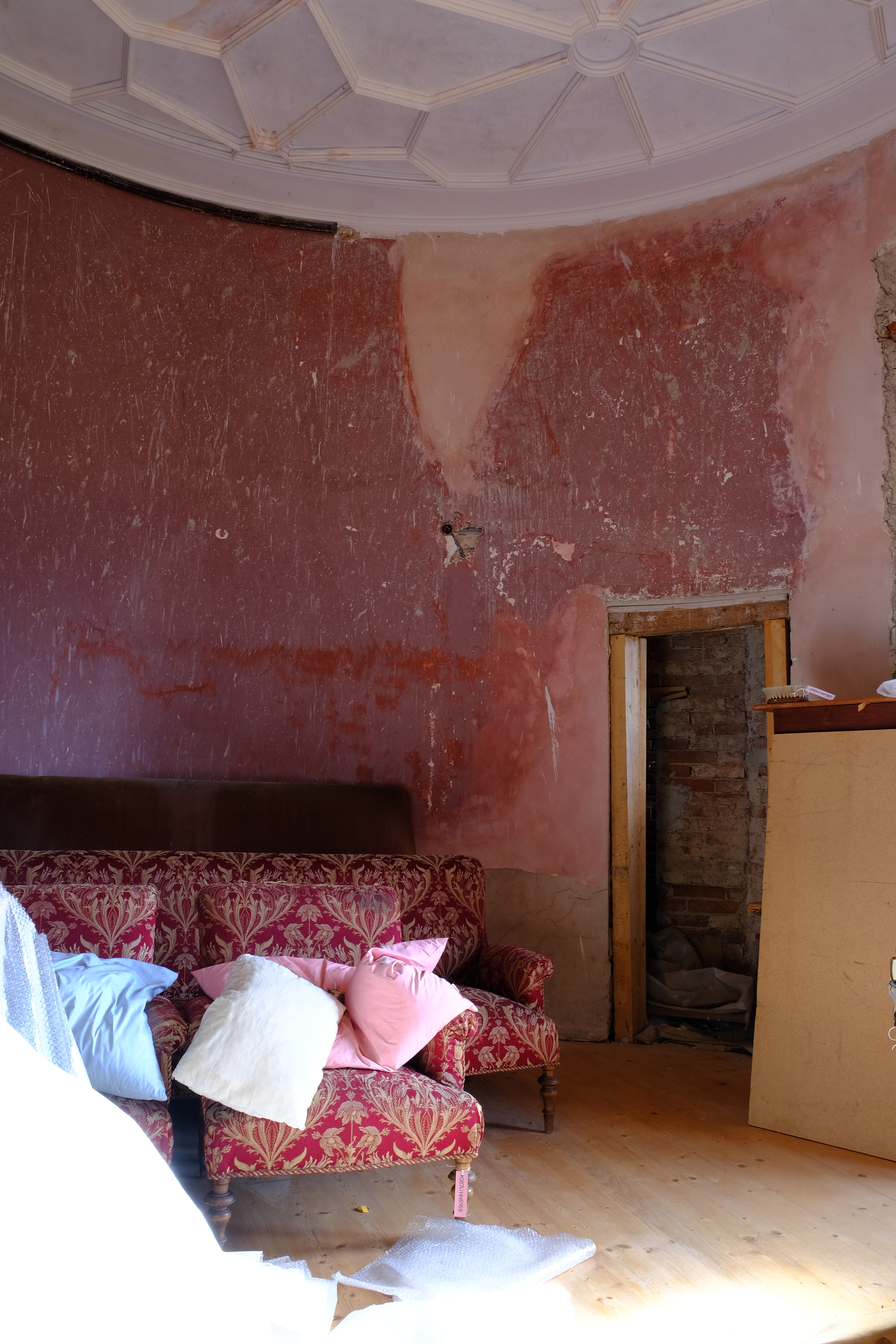
Půlkruhové ložnice se obnova dotkla podstatně. Zde před rekonstrukcí užívaná jako depozitář, bez dekorativního portálu dveří, bez obložení, s provizorní prkennou podlahou
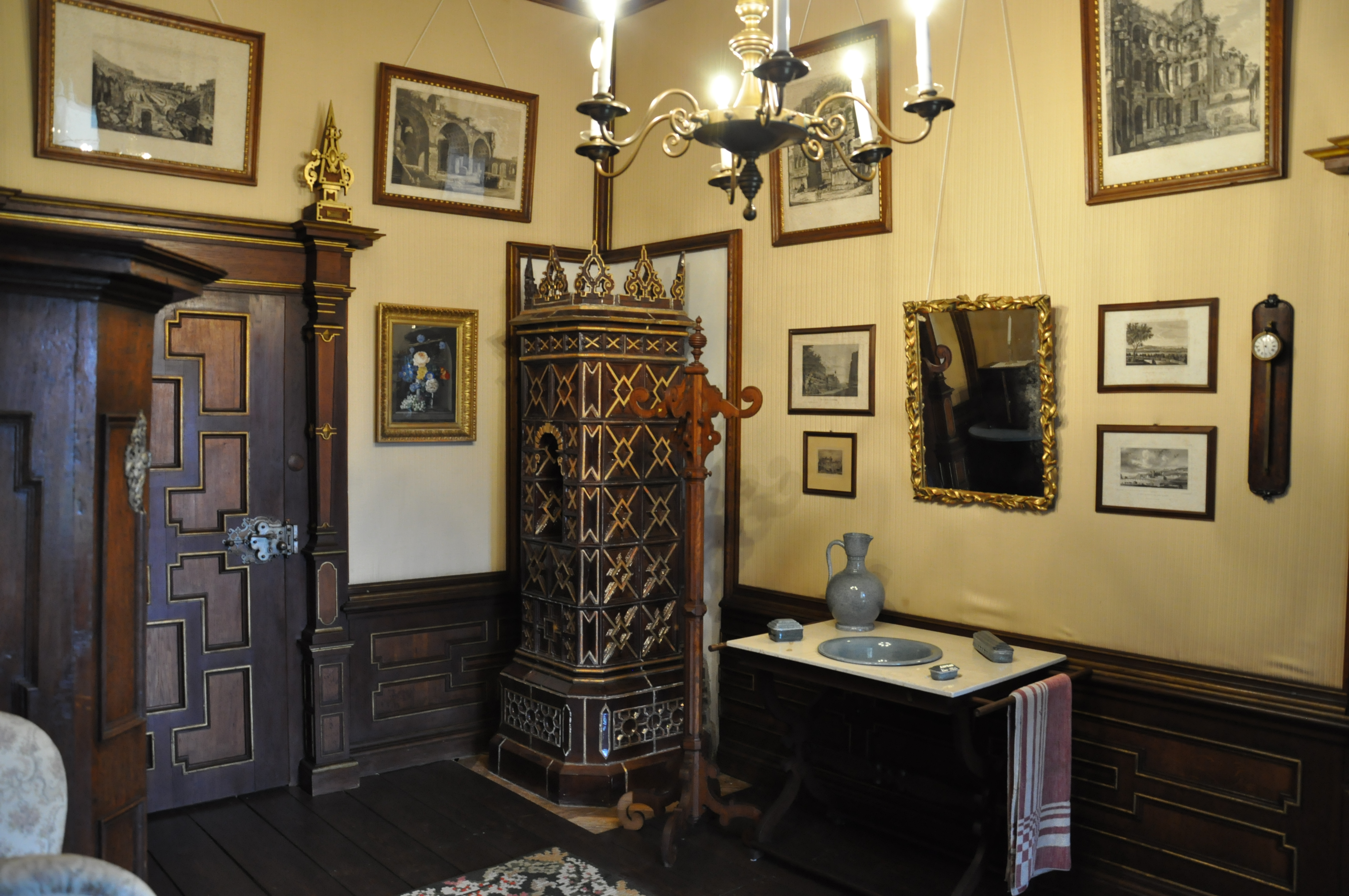
Místnost instalovaná jako toaletní pokoj před rekonstrukcí. Pod novodobými textilními tapetami (žluté barvy) se nalézaly původní textilní tapety
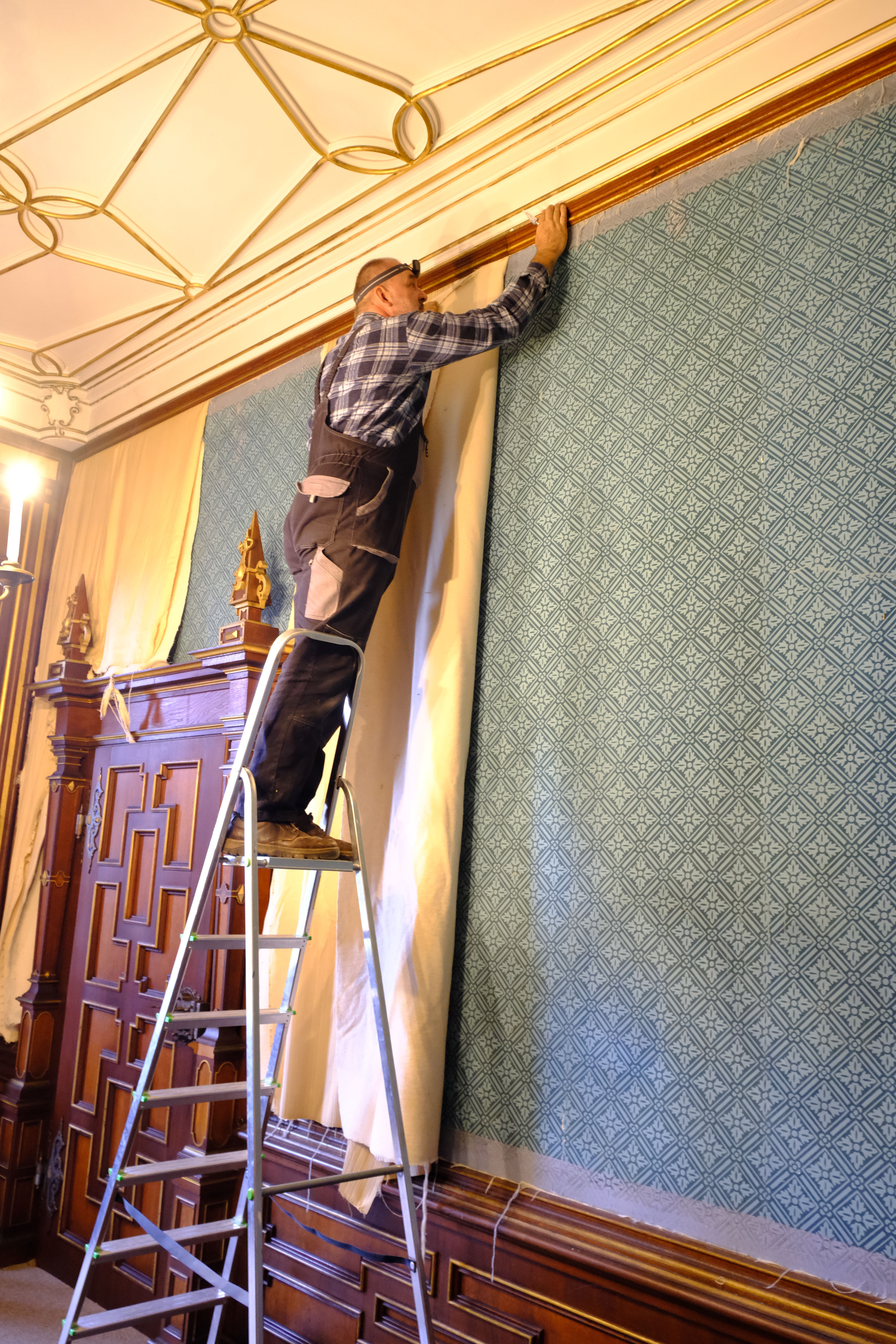
Odhalování harrachovských tapet v toaletním pokoji
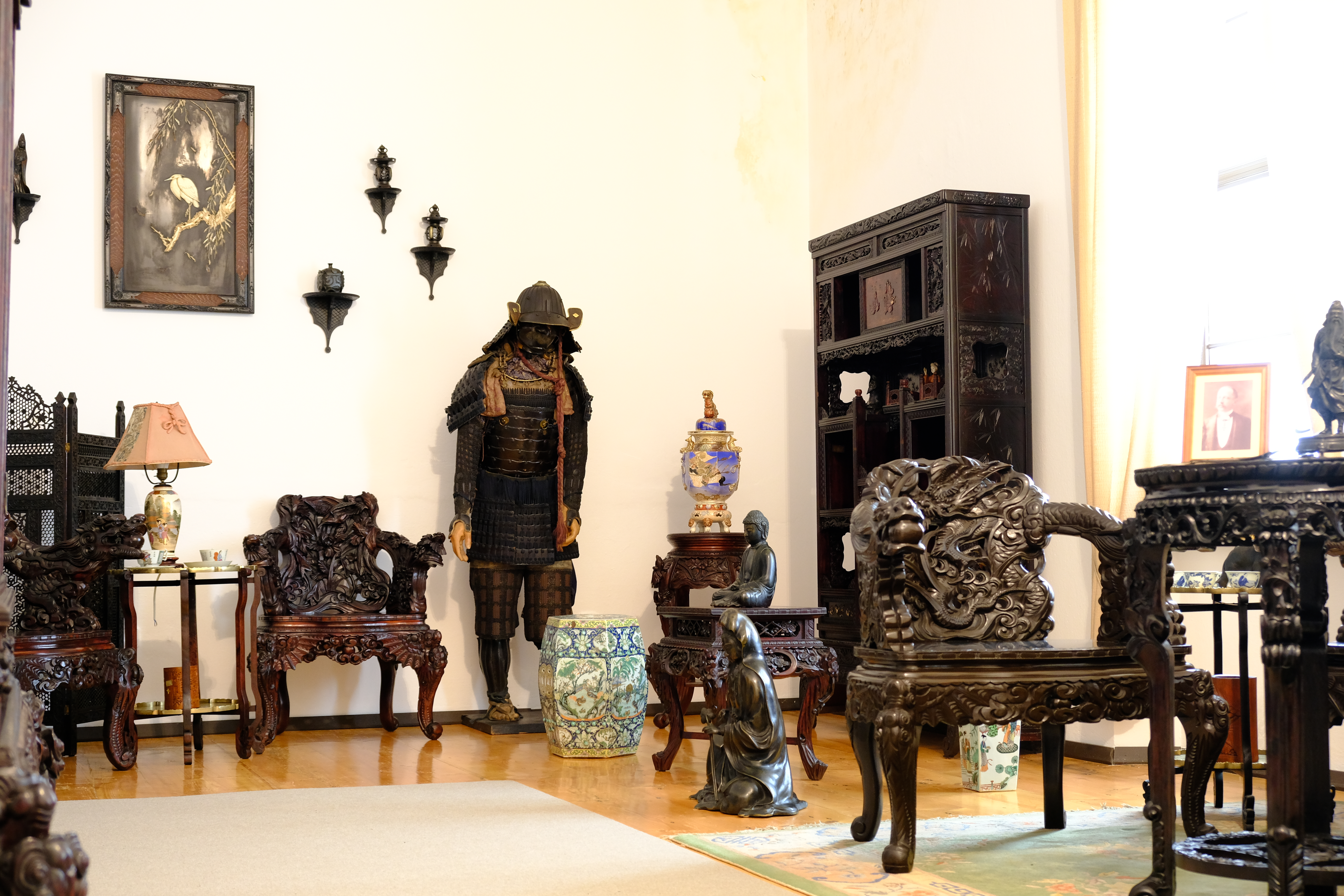
Až do obnovy byl na Hrádku v jedné bílé místnosti instalován orientální salonek, při obnově se jednak vrátila dekorativní výmalba a jednak změněno zaměření na lovectví a mladší rodinu

I druhý harrachovský objekt, Janovice u Rýmařova, získal prostředky na svoji obnovu. Na konci roku 2022 byla osazena tři vitrážová okna zámecké kaple. Muselo se jednat o poměrně rozsáhlý zásah, protože celá kaple byla v letech po převzetí objektu státem vyklizena a vitráže do začátku restaurátorských prací byly uloženy v rozebrané podobě v depozitáři (byť se po sestavení zjistilo, že chybí jen malá část). Restaurování provedl Josef Mitvalský a celková cena prací dosáhla výše 731 400 Kč.

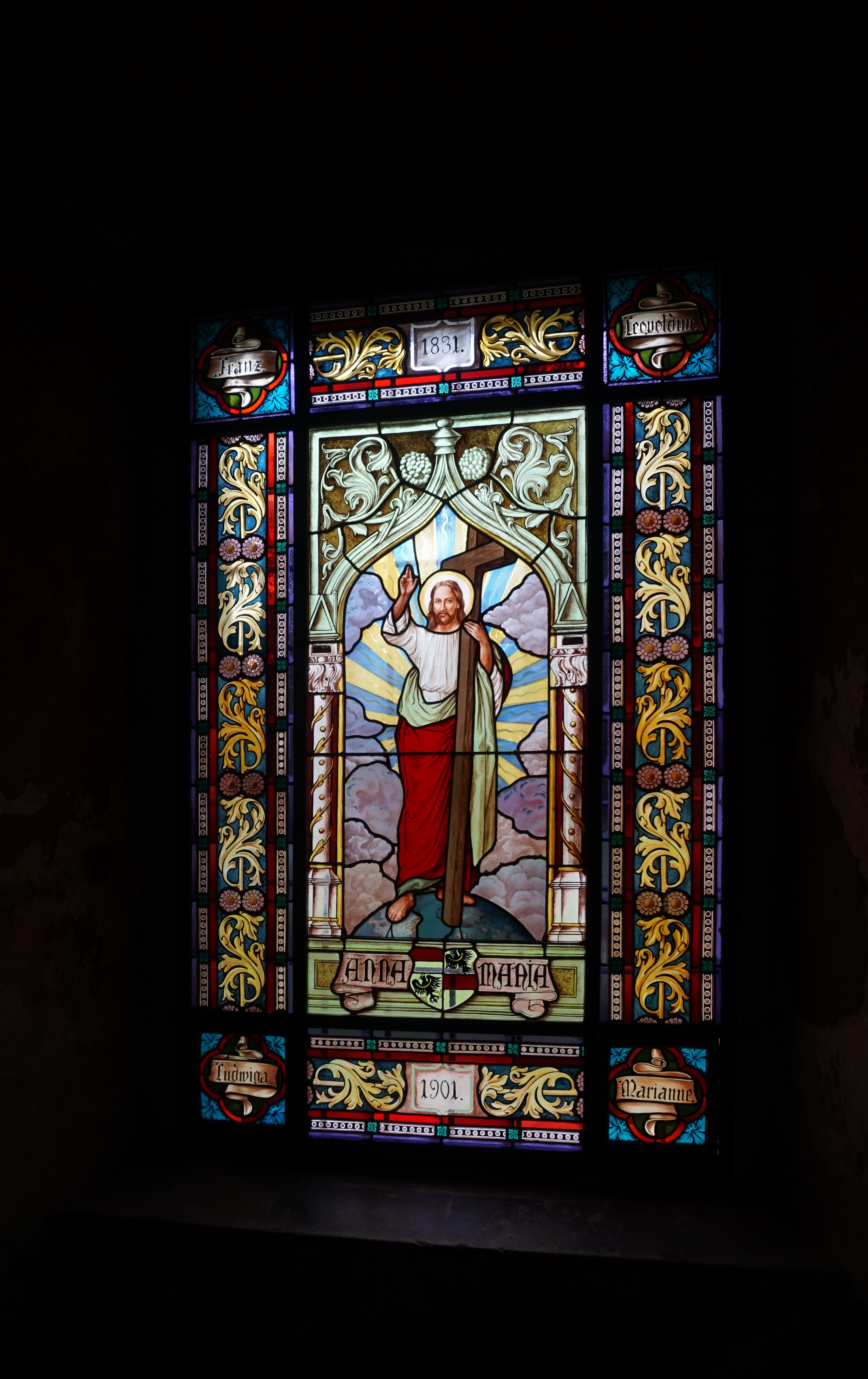
Obnovené vitrážové okno v kapli v zámku Janovice
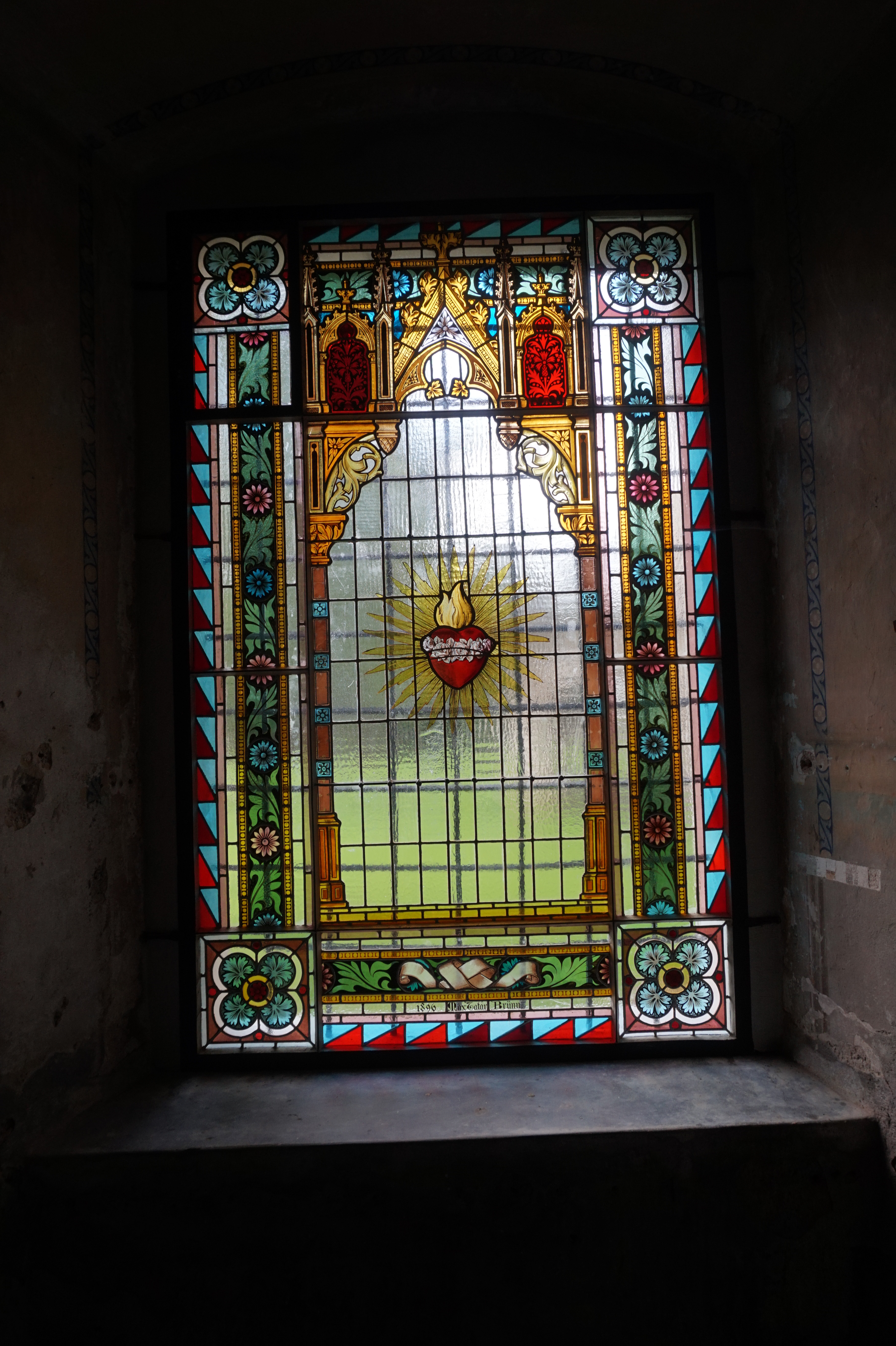
První obnovené okno se Srdcem Ježíšovým v Janovicích
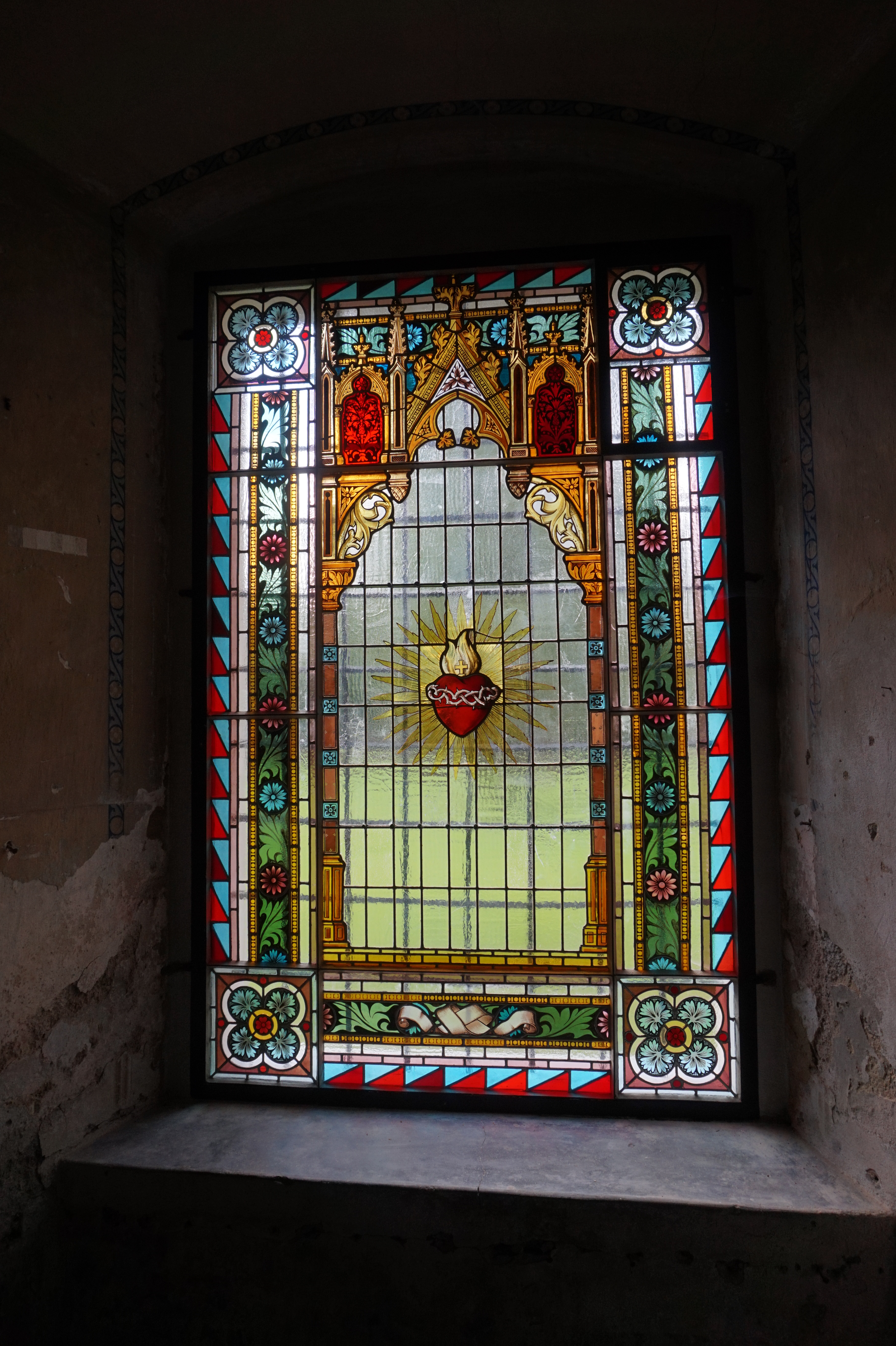
Druhé obnovené okno se Srdcem Ježíšovým v Janovicích

### Výstavy a prezentace

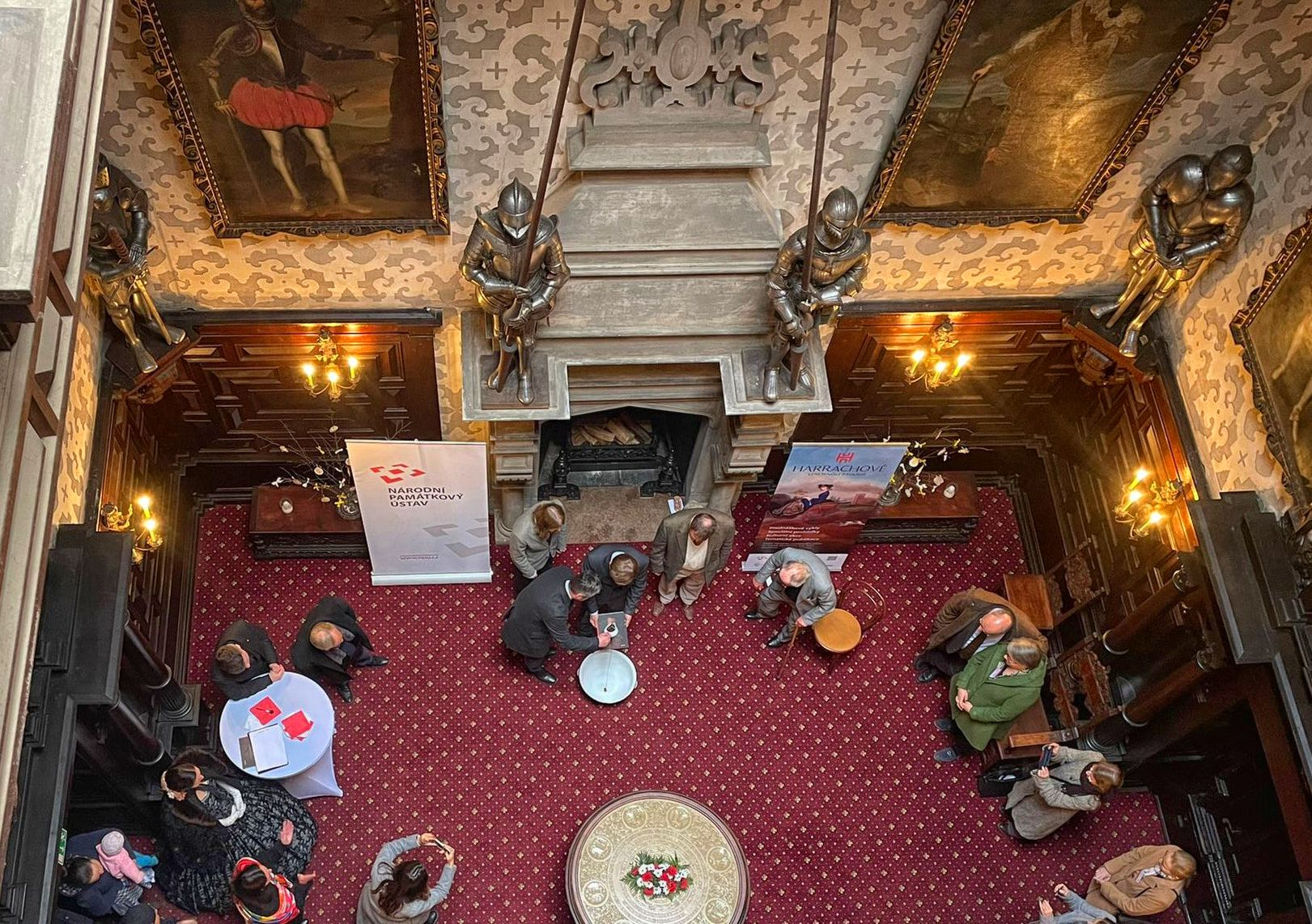
Křest knihy o rodiny Harrachů 1. dubna 2023 v rytířském sálu Hrádku u Nechanic

V rámci roku 2023 realizovaly zapojené objekty pestrou škálu větších či menších veřejných akcí připomínající rod Harrachů. Projekt byl oficiálně zahájen 26. ledna 2023 ve sklárně Novosad & syn v Harrachově a zahájení návštěvnické sezóny NPÚ se konalo 1. dubna na zámku Hrádek u Nechanic.
Vrcholem veřejných akcí projektu pak bylo představení obnovených prostor a v nich nově umístěné interiérové instalace na státním zámku Hrádek u Nechanic (hostinské pokoje) na tzv. Hradozámecké noci. Menší doplnění stávající interiérové expozice se podařilo též na hradu Grabštejn, kde blíže připomenuto muzeum posledních majitelů Marie Clam-Gallas a 	
Karla Podstatzky-Lichtensteina s blízkými vazbami zejména na janovickou větev Harrachů.
Na zámku Janovice byla připravena výstava Janovice za Harrachů – zámek, panství, krajina jako doplnění hlavního okruhu.
Metodické centrum zahradní kultury v Kroměříži připravilo panelovou výstavu Zahrady a zahradníci rodu Harrachů.
Menším doplněním prošla též expozice zámku Hradec nad Moravicí, kde byl připomenut sochař Hans Albrecht Harrach z méně připomínané pruské větve rodu Harrachů (Po stopách Hanse Albrechta Graf von Harracha).

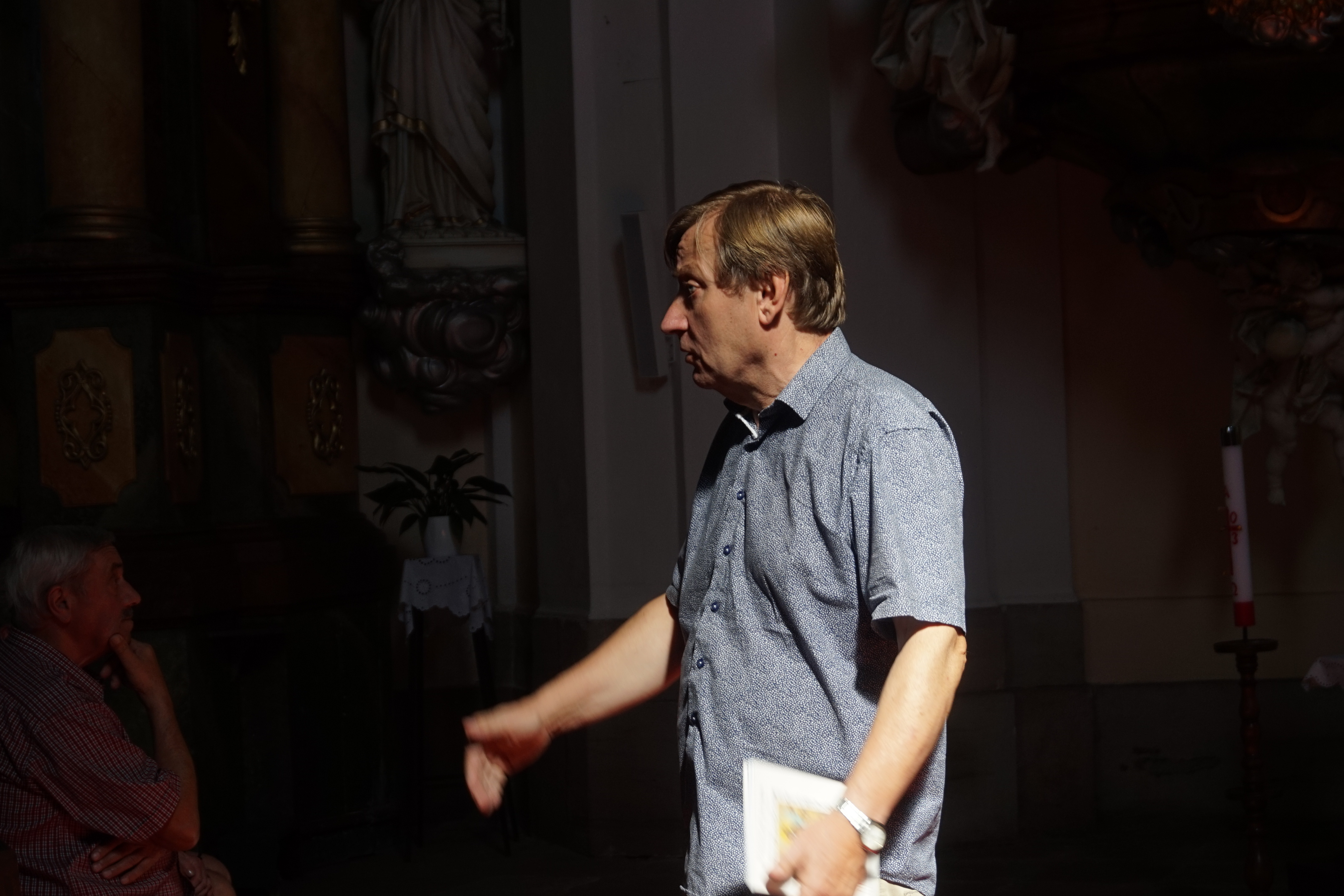
Do popularizační činnosti v rámci Roku Harrachů se zapojil mezi jinými i dlouholetý propagátor rodu Harrachů Jan Luštinec

Rod se podařilo přiblížit přednáškami, muzeum v Jilemnici připravilo dva cykly Osobnosti rodu Harrachů (několik odborníků promluvilo o jednotlivých členech rodu Harrachů) a Zámky rodu Harrachů (kam byli zváni především kasteláni z dodnes zpřístupněných zámků). Zámek Hrádek u Nechanic připravil několik přednášek k „čaji o třetí“ (jednak správci bývalých harrachovských objektů, jednak přednáška o hospodářském dvoru u zámku Hrádek).
V průběhu roku si i česká komunita ve Vídni připomněla zásluhy Jana Harracha o místní český kostel a mnohokrát další tamější harrachovské stopy (včetně např. výletu do někdejšího harrachovského sídla Rohrau a vzpomínkové mše ve Vídni za účasti Dominika Duky). Naopak v průběhu roku členové rodu sídlící v Rakousku, rodina Ernsta „Beppo“ Harracha z Pruggu a rodina Johanny, provdané Waldbur-Zeil z Rohrau, navštívili významné české harrachovské památky (zámky, hrobku v Horní Branné).
Prostor byl poskytnut i pro pohled „dětskýma očima“ na rod Harrachů. Územní odborné pracoviště v Liberci pořádalo druhý ročník projektu Děti památkám, památky dětem s harrachovskou tematikou. V rámci školních aktivit zde žáci a studenti škol Libereckého kraje tvořili díla tematicky spojená s rodem, výsledek pak bylo možno zhlédnout na putovní výstavě.

### Publikace

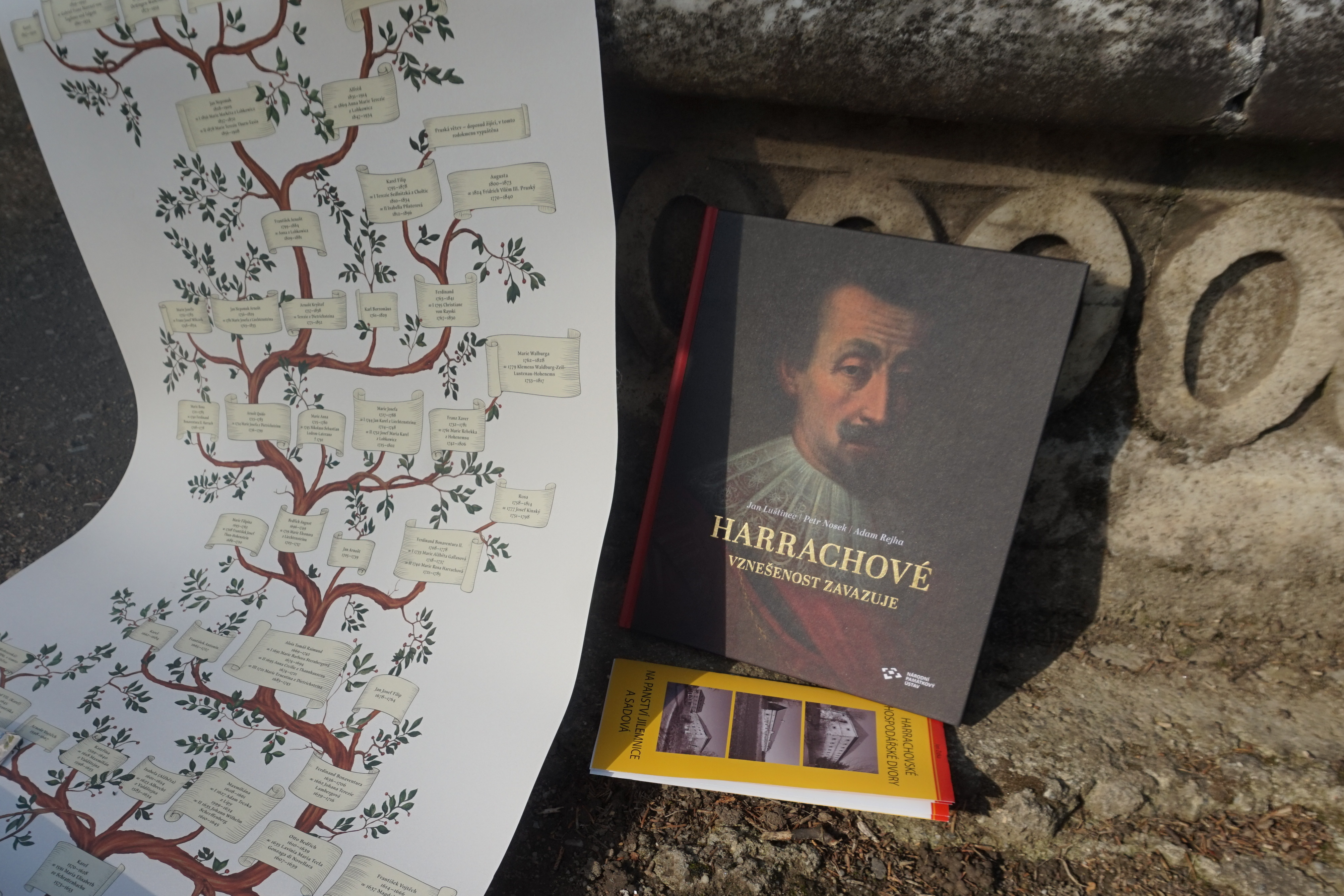
Některé tiskoviny, připravené v rámci roku Harrachů (kniha Harrachové, rozrod, brožurka o hospodářských dvorech)

Na začátku roku 2023 vydal na Sychrově Národní památkový ústav knihu Harrachové: Vznešenost zavazuje, v které Jan Luštinec, dále dlouholetý správce depozitáře na Hrádku u Nechanic Petr Nosek a zaměstnanec ÚPS na Sychrově Adam Rejha, přiblížili některé významné členy rodu – kniha se zaměřila na tzv. jilemnickou větev rodu, jejich hlavy a vybrané další členy (např. kardinál Arnošt Vojtěch Harrach, Marie Walburga Truchsess-Waldburg-Zeil). Křest knihy proběhl na zahájení sezóny 1. dubna na Hrádku u Nechanic.

## Zapojené instituce
- Státní zámek Hrádek u Nechanic
- Státní zámek Janovice u Rýmařova
- Státní zámek Duchcov
- Státní hrad a zámek Frýdlant
- Státní hrad Grabštejn
- Státní zámek Hradec nad Moravicí
- Státní zámek Konopiště
- Hospitál Kuks
- Státní zámek Mnichovo Hradiště
- Státní hrad Nové Hrady
- Státní zámek Opočno
- Státní zámek Sychrov
- Státní hrad Šternberk

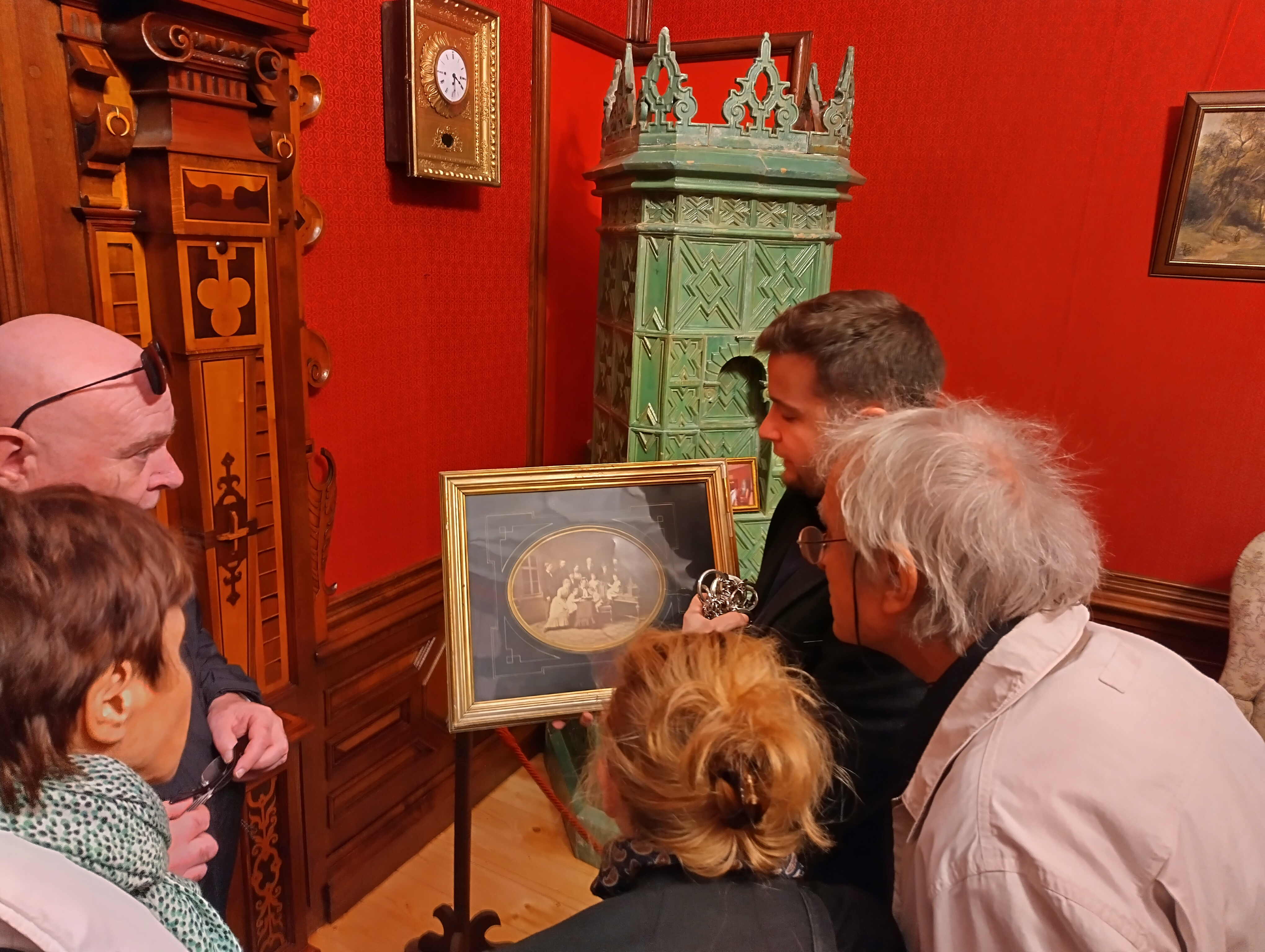
Rok Harrachů umožnil propojit různé instituce a znalosti o rodu, kastelán Hrádku u Nechanic Martin Rejman provádí kastelána Jaroslava Zezulčíka z Kunína a Václava Macháčka z Malče

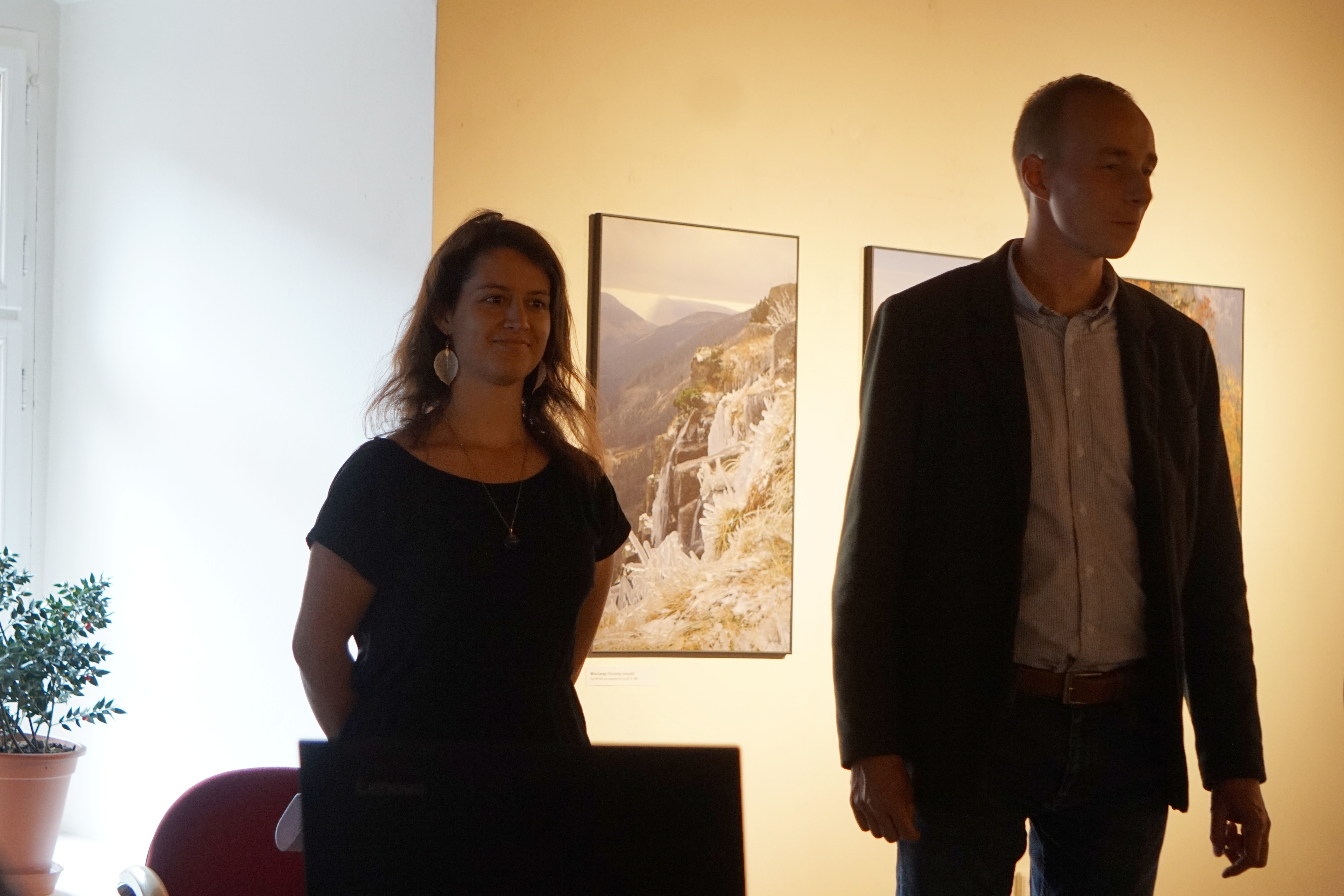
Zástupkyně kastelána na Janovicích Kristýna Schmidová a ředitel muzea v Jilemnici David Ulrych

- Generální ředitelství NPÚ, Metodické centrum zahradní kultury v Kroměříži, Územní odborné pracoviště (ÚOP) středních Čech, v Josefově, v Liberci, v Ostravě, Územní odborné pracoviště (ÚPS) na Sychrově, v Kroměříži, v Praze

- Sklárna a minipivovar Novosad & syn Harrachov s.r.o.
- Arcibiskupství pražské
- Collegium Bohemicum, o.p.s.
- České spolky ve Vídni:
  - Česká duchovní služba ve vídeňské arcidiecézi
  - Českoslovanský zpěvácký spolek LUMÍR
  - Jednota svatého Metoděje ve Vídni
  - Klub česko-slovenských turistů ve Vídni
  - Slovanská Beseda (se sídlem v Hotelu Pošta Vídeň)
  - Tamburašský spolek ADRIA
- Destinační management Hradecko
- Krajská vědecká knihovna v Liberci
- Královéhradecký kraj
- Krkonoše - svazek měst a obcí
- Krkonošské muzeum Jilemnice (Správa Krkonošského národního parku)
- Liberecký kraj
- Město Harrachov
- Město Jilemnice
- Město Nechanice
- Město Rýmařov
- Městské muzeum Rýmařov
- Muzeum českého venkova - zámek Kačina (Národní zemědělské muzeum)
- Muzeum Novojičínska – zámek Kunín
- Muzeum skla a bižuterie v Jablonci nad Nisou
- Muzeum Velké Meziříčí
- Národní muzeum
- Obec Horní Branná – Harrachovská hrobka v Horní Branné
- Obec Hrádek
- Oblastní galerie Liberec
- Řemeslný pivovar Harrach – Hotel Jelínkova vila
- Slezské zemské muzeum
- Společnost Františka Arnošta z Harrachu, z. s.
- Spolek pro obnovu hudebního života v Rokytnici nad Jizerou, z.s.
- Technická univerzita v Liberci – Bohemia chór FP TUL, sbor Aura Rosa Univerzity třetího věku TUL, sbor při ZŠ, Světlá pod Ještědem
- Ústav dějin umění Akademie věd ČR, v. v. i.
- Vídeňské svobodné listy
- Zámek Náměšť na Hané
- Zámek Vyklantice